# Cementarnica Skopje
Cementarnica 55 Skopje (macedoński: Фудбалски Клуб Цементарница 55 Скопје) – północnomacedoński klub piłkarski z siedzibą w stolicy kraju – Skopje. Obecnie drużyna występuje w 2. lidze.

## Historia
Klub został założony w 1955 r. W początkach swego istnienia występował w niższych klasach rozgrywkowych byłej Jugosławii.
Po uzyskaniu niepodległości wystartował w sezonie 1992/1993 w macedońskiej pierwszej lidze pod nazwą FCU 55 Skopje. Dziewiczy sezon nie był udany, zakończony na 13. miejscu, co dało jednakże utrzymanie w najwyższej klasie rozgrywkowej. Kolejne sezony, spędzone przede wszystkim na walce z problemami finansowo-organizacyjnymi, piłkarze FCU zakończyli na 10. miejscu w sezonie 1993/1994 i 14. miejscu w sezonie 1994/1995 (wyprzedzając spadający do II ligi Borec Wełes jedynie różnicą goli).
Macedońska liga była systematycznie redukowana, w sezonie 1995/1996 liczyła już tylko 15 drużyn, jednak i tym razem „cementowa” ekipa zdołała się utrzymać, zajmując 11. miejsce. Przed sezonem 1996/1997 klub przemianowano na Cementarnica 55 Skopje, ale i pod tym szyldem drużyna zagrała bezbarwny sezon zajmując 12. pozycję, szczęśliwie wyprzedzając Shkendiję Tetovo. Bez rewelacji minął i sezon 1997/1998. Za to w sezonie 1998/1999 Cementarnica uzyskała najlepszy wynik od początku swej historii, zajmując w lidze 5. pozycję. Dzięki temu miejscu w 1999 prowadzona wtedy przez Zorana Rosicia drużyna po raz pierwszy zagrała w europejskich rozgrywkach.
Przygoda z Pucharem Intertoto rozpoczęła się od dość łatwego wyeliminowania gruzińskiego klubu Kolkheti 1913 Poti (4-2 w Skopju i 4-0 na wyjeździe). W II rundzie los połączył Cementarnicę z rosyjskim zespołem FK Rostov. W pierwszym spotkaniu, rozegranym w Skopju padł remis 1-1 (gol Savova dla Cementarnicy). Ten wynik stawiał w lepszej sytuacji Rosjan, ale mogło dojść do niespodzianki – przy stanie 2-1 dla gospodarzy w 89 min. Zarko Serafimovski nie wykorzystał rzutu karnego i ta pomyłka kosztowała Cementarnicę odpadnięcie z dalszych rozgrywek. Jednak w rozgrywkach ligi macedońskiej udało się powtórzyć sukces z poprzedniego sezonu i zająć 5. miejsce, a w krajowym pucharze jedenastka z Kiselej Vody pechowo odpadła w ¼ finału z Rabotniczki Skopje.
Obniżenie lotów (7. miejsce) i ponowną porażkę w ćwierćfinale Pucharu Macedonii przyniósł sezon 2000/2001. Za to sezon 2001/2002 był jednym z najowocniejszych w ówczesnej historii klubu – drużyna zajęła w zreorganizowanej lidze (wprowadzono podział na grupę spadkową i mistrzowską) 3. miejsce i awansowała do finału Pucharu Macedonii, gdzie uległa jednak z drużyną Pobeda Prilep 1-3. Wysoka pozycja w lidze pozwoliła na kolejny występ w Pucharze Intertoto (w sezonie 2002), który jednak zakończył się blamażem i odpadnięciem już w I rundzie z islandzkim Hafnarfjarðar (porażka 1-3 w Skopju i zwycięstwo 2-1 na wyjeździe). Wokół tego dwumeczu było wiele kontrowersji, doniesień o rzekomym ustawieniu tego spotkania, ale ostatecznie niczego nie udowodniono. W krajowych rozgrywkach sezonu 2002/2003 Cementarnica skupiła się na krajowym pucharze, gdyż po słabym początku ligi było jasne że powtórzenie sukcesu z poprzedniego sezonu jest mało prawdopodobne. Ostatecznie biało-niebiescy ukończyli sezon na 8. miejscu, ale za to w Pucharze Macedonii odnieśli historyczny sukces – eliminując po drodze Voskę, Rabotničkiego, Lokomotivę i Siłeks Kratowo jedenastka z Kiselej Vody dotarła do finału, gdzie po niezwykle dramatycznym meczu pokonała drużynę Słoga Skopje. Po 90 minutach i dogrywce było 4-4 (dwa gole Savova, po jednym strzelili Blessing i Vandair), a w konkursie rzutów karnych Cementarnica wygrała 3-2. Bohaterem został Ljupco Kmetovski, który obronił jedenastki w wykonaniu Savicia, Bajramiego i Nuhijiego, oraz strzelcy jedenastek – Nikola Gligorov, Goran Hristovski i Dejan Cvetkovski.
Po sezonie z klubu odszedł architekt sukcesu, trener Zoran Stratev, zabierając ze sobą do Vardaru Skopje kilku najlepszych piłkarzy (m.in. Cinedu Blessinga, Vandaira Dos Santosa oraz Darko Tasevskiego). Tak osłabiona ekipa przystąpiła do sezonu 2003/2004, gdzie dostąpiła zaszczytu gry (po raz pierwszy w historii) w rundzie kwalifikacyjnej Pucharu UEFA. Tam stołeczna drużyna pokonała sensacyjnie polski GKS Katowice (0-0 w Skopju i 1-1 w Katowicach po strzale przewrotką Bajramovskiego). W I rundzie los wyznaczył Cementarnicy za przeciwnika RC Lens. W pierwszym, rozegranym na Gradskim Stadionie meczu, Macedończycy byli stroną przeważającą, a bardzo dobre sytuacje zmarnowali Riste Naumov i Zanko Savov. Jednak w doliczonym czasie gry trafił Diop i gospodarze przegrali 0-1. W rewanżu Cementarnica doznała już klęski 0-5, a jednym z głównych ojców porażki był bramkarz Ljupco Kmetovski. Ligowe rozgrywki też nie układały się najlepiej, a w przerwie zimowej do Vardaru odszedł Riste Naumov. Z Pucharu Cementarnica odpadła już w 1/8 finału, a ligę ostatecznie ukończyła na 7. miejscu.
Sezon 2004/2005 był bardzo nerwowy za sprawą kolejnej reorganizacji ligi – do regulaminu wprowadzono zapis o konieczności gry w barażach dla 9. i 10. drużyny tabeli. Do tego doszły kłopoty finansowe w przerwie zimowej (m.in. zerwane rozmowy z koncernem Titan) Cementarnica, głównie z powodu skandalu podczas meczu z Sileksem w Kratovie, zajęła 9. miejsce, ale w barażu pokonała Horizont Turnowo 2-1, ocalając ligowy byt.
Jednak w sezonie 2005/2006 po 14 sezonach gry w I lidze klub z Kiselej Vody spadł, zajmując przedostatnie, 11. miejsce w tabeli. Nie pomogły transfery zagranicznych piłkarzy (m.in. rosyjskiego bramkarza Alana Prudnikova, Szweda Tony’ego Flygare czy brazylijskiego napastnika Ednaldo Diasa Ribeiro), ani trzech trenerów (Zanko Savov, Zoran Rosic – po raz kolejny i Borce Hristov).
Przed sezonem 2006/2007, pierwszym w historii klubu w II lidze, prezydentem został Sasa Ciric, zastępując na tym stanowisku długoletniego włodarza Angele Micevskiego. Nastąpiła też zmiana nazwy na obecną – Meridian FCU 55, a sponsorami oprócz firmy bukmacherskiej Meridian został Adidas. W listopadzie 2006 przywrócona została stara nazwa, a w grudniu miała miejsce tragiczna śmierć trenera Petre Gruevskiego. Na koniec sezonu 2006/2007 Cementarnica zajęła 2. miejsce w tabeli i zapewniła sobie awans do I ligi.
W pierwszym sezonie po powrocie do I ligi zespół zajął ostatnią, 12. pozycję, spadając do Wtorej Ligi. Po sezonie z klubu odeszła zdecydowania większość kluczowych graczy, wśród nich Igor Angelovski, Dragan Brncarevski, Tiago Rodrigues i Ze Carlos Filho. W kolejnych sezonach oparta na młodych zawodnikach drużyna nie była w stanie walczyć o powrót do Prwej Ligi – po rundzie jesiennej sezonu 2010/2011 Cementarnica zajmuje 10. miejsce w tabeli Wtorej Ligi.

## Sukcesy
- Puchar Macedonii: 2003
- finał Pucharu Macedonii: 2002
- 3. miejsce w Prwej Lidze: 2002
- wicemistrzostwo Wtorej Ligi: 2007

## Obecny skład
Aktualny na 29 grudnia 2010.
| Nr | Poz. | Piłkarz              |
| -- | ---- | -------------------- |
| 1  | BR   | Stole Dimitrievski   |
| 25 | BR   | Bojan Dimovski       |
| 26 | BR   | Igor Gjorgjevski     |
| 4  | OB   | Tomi Ilievski        |
| 5  | OB   | Hristijan Cvetkovski |
| 9  | OB   | Dario Nikolovski     |
| 15 | OB   | Vasil Krstev         |
| 19 | OB   | Stefan Micevski      |
| 20 | OB   | Nenad Kokovic        |
| 3  | PO   | Milan Ristovski      |
| 6  | PO   | Filip Dimitrievski   |

| Nr | Poz. | Piłkarz                      |
| -- | ---- | ---------------------------- |
| 7  | PO   | Jane Ivanovski               |
| 8  | PO   | Gjoko Alekovski              |
| 16 | PO   | Zan Manovski                 |
| 17 | PO   | Kokan Blazevski              |
| 21 | PO   | Kristijan Gjorgjoski         |
| 24 | PO   | Veljan Dobrevski-Cvetanovski |
| 11 | NA   | Filip Naumcevski             |
| 13 | NA   | Ljupco Pavkovic              |
| 14 | NA   | Dario Desnic                 |
| 22 | NA   | Nikola Knezevic              |
| 23 | NA   | Vesnic Redzepi               |

## Stadion
Stadion Cementarnica na Kiselej Vodzie, mieści około 3000 widzów, jednak pozbawiony jest krzesełek.

## Europejskie puchary
Legenda do wszystkich tabel:
- Q – runda eliminacyjna, 1/16, 1/8, 1/4, 1/2 – odpowiednia faza rozgrywek, Grupa – runda grupowa, 1r gr – pierwsza runda grupowa, 2r gr – druga runda grupowa, F – finał, R – runda, PO – play-off
- k. – rzuty karne, los. – losowanie, Dogr. – dogrywka, w. – zasada bramek strzelonych na wyjeździe

| Sezon   | Rozgrywki        | Runda | Klub          | Dom | Wyjazd | Ogólnie |
| ------- | ---------------- | ----- | ------------- | --- | ------ | ------- |
| 1999    | Puchar Intertoto | 1R    | Kolcheti Poti | 4–2 | 4–0    | 8–2     |
| 1999    | Puchar Intertoto | 2R    | FK Rostów     | 1–1 | 1–2    | 2–3     |
| 2002    | Puchar Intertoto | 1R    | Hafnarfjarðar | 1–3 | 2–1    | 3–4     |
| 2003/04 | Puchar UEFA      | Q     | GKS Katowice  | 0–0 | 1–1    | 1–1, w. |
| 2003/04 | Puchar UEFA      | 1R    | RC Lens       | 0–1 | 0–5    | 0–6     |